# Vrbovsko
Vrbovsko est une ville située dans le comitat de Primorje-Gorski Kotar en Croatie. Au recensement de 2001, la municipalité comptait 6 047 habitants, dont 57,25 % de Croates et 36,23 % de Serbes. La ville de Vrbovsko proprement dite comptait 1 894 habitants.

## Géographie
Au nord, la rivière Kupa sépare Vrbovsko de la Slovénie voisine. La limite orientale de la municipalité passe par les villages de Zdihovo, Liplje et Bosiljevo ; elle traverse la vallée de la Dobra près de Ljubošina. La limite occidentale part des gorges de la Kupa à Radočaj, contourne Razdrto et traverse la voie de chemin de fer entre Koritnik Veliki et Palež, se prolongeant jusqu'à Lužac pour finir dans le secteur de Sušica-Jablan. La limite méridionale, quant à elle, se caractérise par une altitude plus élevée ; elle passe par les monts Debela Kosa (1 169 m), Bukovica (1 253 m), Bijela kosa (1 289 m), Mirkovica (1 283 m) et Smolnik (1 219 m). En direction de l'est, la limite de la municipalité continue jusqu'à Kozarice et Lombarda et rejoint la vallée de la Dobra, entourant ainsi la région de Vrbovsko.

## Histoire
La première mention de Vrbovsko remonte à 1481, ce qui fait de la ville l'une des plus anciennes du massif du Gorski Kotar. Originellement, la région appartenait à la noble famille croate des Frankopan. Au XVIe siècle, à la suite des invasions ottomanes, la région fit partie de la Vojna krajina, une ligne défensive située à la frontière de l'Empire turc.

## Localités
La municipalité de Vrbovsko compte 65 localités :
| - Blaževci - Bunjevci - Carevići - Damalj - Dokmanovići - Dolenci - Donji Vučkovići - Donji Vukšići - Draga Lukovdolska - Dragovići - Gomirje - Gorenci - Gornji Vučkovići | - Gornji Vukšići - Hajdine - Hambarište - Jablan - Jakšići - Kamensko - Klanac - Komlenići - Lesci - Liplje - Lukovdol - Ljubošina - Majer | - Mali Jadrč - Matići - Međedi - Mlinari - Močile - Moravice - Musulini - Nadvučnik - Nikšići - Osojnik - Petrovići - Plemenitaš - Plešivica | - Podvučnik - Poljana - Presika - Radigojna - Radočaj - Radoševići - Rim - Rtić - Severin na Kupi - Smišljak - Stubica - Štefanci - Tići | - Tomići - Topolovica - Tuk - Veliki Jadrč - Vrbovsko - Vučinići - Vučnik - Vujnovići - Vukelići - Zapeć - Zaumol - Zdihovo - Žakule |

## Culture

### Architecture
La municipalité de Vrbovsko abrite un certain nombre d'édifices religieux importants, comme le monastère de Gomirje, le temple Saint-Georges-de-Lydda à Moravice, la chapelle Saint-François-Xavier à Rtić, l'église Saint-Jean-Népomucène à Vrbovsko et l'église de la Sainte-Ascension-de-Marie à Lukovdol. Parmi les édifices profanes, on peut signaler le château des Frankopans (Frankopanski dvorac) de Severin na Kupi.

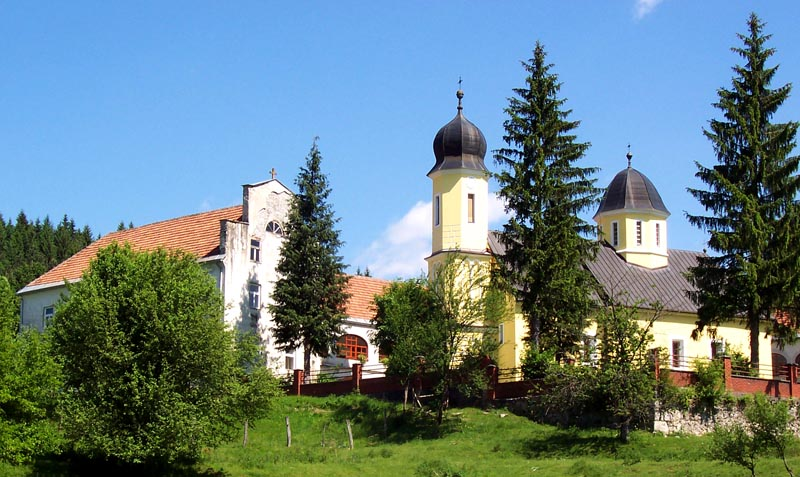
Le monastère de Gomirje
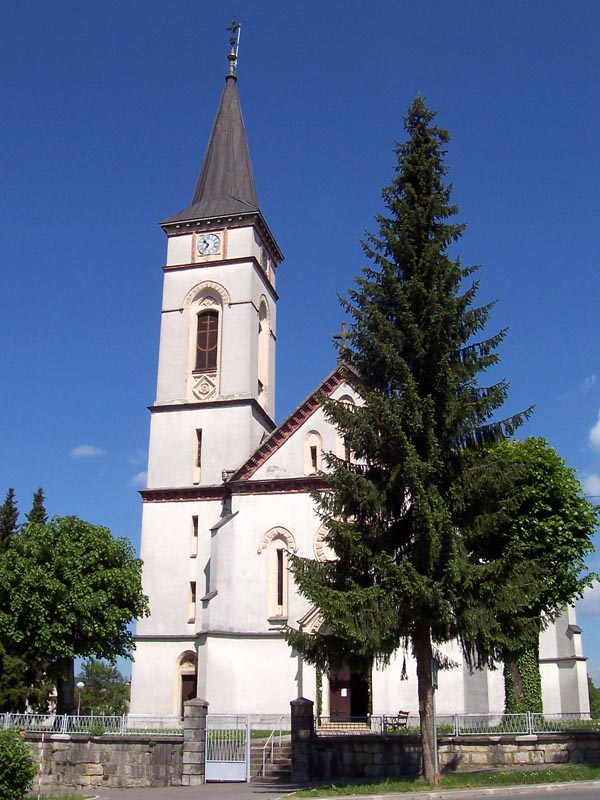
L'église Saint-Jean-Népomucène à Vrbovsko
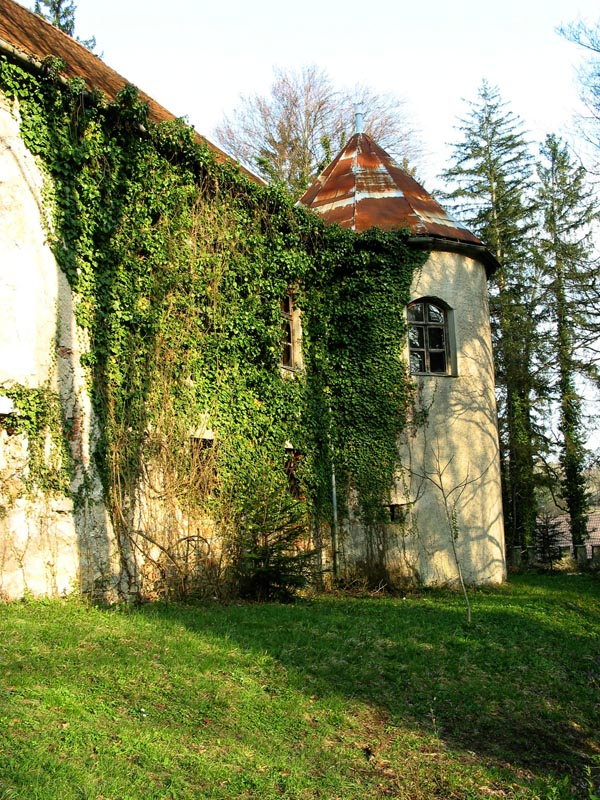
Le château des Frankopans de Severin na Kupi

## Personnalités
- Ivan Goran Kovačić (1913-1943), un poète et un écrivain croate.
- Nikola Hajdin (1923-2019), ingénieur civil, membre puis président de l'Académie serbe des sciences et des arts[4]